# Hank Pfister
Pour les articles homonymes, voir Pfister.
Hank Pfister, né le 9 octobre 1953 à Bakersfield (Californie), est un ancien joueur de tennis professionnel américain.

## Carrière
Excellent joueur de double, il a remporté onze titres entre 1976 et 1982 et a disputé quatre finales en Grand Chelem : deux finales victorieuses à Roland-Garros en 1978 et 1980 ; deux perdues à l'Open d'Australie en 1981 et à l'US Open en 1982.
Il a remporté deux tournois en simple sur le circuit ATP et a atteint la 19e place aux classements ATP en simple comme en double, respectivement le 2 mai 1983 et le 3 janvier 1983. Son grand service lui a permis également d'atteindre à trois reprises les demi-finales à l'Open d'Australie, lorsque celui-ci se disputait sur herbe.
Bon joueur de simple également il bat le no 1 Jimmy Connors à Las Vegas en 1978.

## Parcours dans les tournois duGrand Chelem

### En simple
| Année | Open d'Australie | Open d'Australie | Internationaux de France | Internationaux de France | Wimbledon       | Wimbledon     | US Open         | US Open       | Open d'Australie | Open d'Australie |
| ----- | ---------------- | ---------------- | ------------------------ | ------------------------ | --------------- | ------------- | --------------- | ------------- | ---------------- | ---------------- |
| 1977  | 1/8 de finale    | A. Ashe          | —                        | —                        | 1er tour (1/64) | N. Pilić      | 1er tour (1/64) | Ž. Franulović | —                | —                |
| 1978  | n.o.             | n.o.             | 2e tour (1/32)           | P. Dominguez             | 1/8 de finale   | V. Gerulaitis | 2e tour (1/32)  | R. Lutz       | 1/2 finale       | G. Vilas         |
| 1979  | n.o.             | n.o.             | 1er tour (1/64)          | Gildemeister             | 3e tour (1/16)  | B. Borg       | 3e tour (1/16)  | T. Gorman     | 1er tour (1/32)  | S. Ball          |
| 1980  | n.o.             | n.o.             | 1er tour (1/64)          | P. Bertolucci            | 1/8 de finale   | J. Connors    | 3e tour (1/16)  | B. Mottram    | 1er tour (1/32)  | C. Dibley        |
| 1981  | n.o.             | n.o.             | 1er tour (1/64)          | B. Taróczy               | —               | —             | 1er tour (1/64) | C. Lewis      | 1/2 finale       | S. Denton        |
| 1982  | n.o.             | n.o.             | —                        | —                        | 1/8 de finale   | J. McEnroe    | 2e tour (1/32)  | J. Connors    | 1/2 finale       | S. Denton        |
| 1983  | n.o.             | n.o.             | —                        | —                        | 2e tour (1/32)  | R. Acuña      | —               | —             | 2e tour (1/32)   | M. Freeman       |
| 1984  | n.o.             | n.o.             | —                        | —                        | 1er tour (1/64) | To. Gullikson | —               | —             | 3e tour (1/16)   | Bo. Becker       |
| 1985  | n.o.             | n.o.             | —                        | —                        | 1er tour (1/64) | Bo. Becker    | 2e tour (1/32)  | J. Connors    | —                | —                |
| 1986  | n.o.             | n.o.             | —                        | —                        | —               | —             | —               | —             | n.o.             | n.o.             |
| 1987  | —                | —                | —                        | —                        | —               | —             | —               | —             | n.o.             | n.o.             |
| 1988  | 1er tour (1/64)  | J. Grabb         | —                        | —                        | —               | —             | —               | —             | n.o.             | n.o.             |

N.B. : à droite du résultat se trouve le nom de l'ultime adversaire.

### En double
| Année | Open d'Australie                                                                   | Open d'Australie                                                                     | Internationaux de France                                                        | Internationaux de France                                                         | Wimbledon                                                                        | Wimbledon                                                                        | US Open                                                                          | US Open                                                                          | Open d'Australie | Open d'Australie |
| ----- | ---------------------------------------------------------------------------------- | ------------------------------------------------------------------------------------ | ------------------------------------------------------------------------------- | -------------------------------------------------------------------------------- | -------------------------------------------------------------------------------- | -------------------------------------------------------------------------------- | -------------------------------------------------------------------------------- | -------------------------------------------------------------------------------- | ---------------- | ---------------- |
| 1976  | —                                                                                  | —                                                                                    | —                                                                               | —                                                                                | —                                                                                | —                                                                                | 2e tour (1/16) B. Scanlon \|\| style="text-align:left;" \| D. Stockton R. Tanner | n.o.                                                                             | n.o.             |                  |
| 1977  | 1/8 de finale N. Saviano \|\| style="text-align:left;" \| R. Tanner M. Riessen     | —                                                                                    | —                                                                               | 2e tour (1/16) B. Walts \|\| style="text-align:left;" \| I. El Shafei B. Fairlie | 1/8 de finale B. Walts \|\| style="text-align:left;" \| B. Hewitt F. McMillan    | —                                                                                | —                                                                                |                                                                                  |                  |                  |
| 1978  | n.o.                                                                               | n.o.                                                                                 | Victoire G. Mayer                                                               | M. Orantes J. Higueras                                                           | 1/8 de finale G. Mayer \|\| style="text-align:left;" \| J. Alexander P. Dent     | 2e tour (1/16) G. Mayer \|\| style="text-align:left;" \| A. Ashe Y. Noah         | 1/4 de finale S. Stewart \|\| style="text-align:left;" \| P. Kronk C. Letcher    |                                                                                  |                  |                  |
| 1979  | n.o.                                                                               | n.o.                                                                                 | —                                                                               | —                                                                                | 1er tour (1/32) B. Rowe \|\| style="text-align:left;" \| M. Riessen S. Stewart   | 1/8 de finale V. Amaya \|\| style="text-align:left;" \| F. González E. Teltscher | 1/4 de finale S. Stewart \|\| style="text-align:left;" \| J. Sadri T. Wilkison   |                                                                                  |                  |                  |
| 1980  | n.o.                                                                               | n.o.                                                                                 | Victoire V. Amaya                                                               | B. Gottfried R. Ramírez                                                          | 1/4 de finale V. Amaya \|\| style="text-align:left;" \| G. Mayer S. Mayer        | 2e tour (1/16) V. Amaya \|\| style="text-align:left;" \| B. Bertram B. Mitton    | 1/8 de finale V. Amaya \|\| style="text-align:left;" \| C. Edwards E. Edwards    |                                                                                  |                  |                  |
| 1981  | n.o.                                                                               | n.o.                                                                                 | 1/8 de finale F. McNair \|\| style="text-align:left;" \| P. McNamara P. McNamee | —                                                                                | —                                                                                | 1/4 de finale V. Amaya \|\| style="text-align:left;" \| Günthardt P. McNamara    | Finale J. Sadri                                                                  | Edmondson K. Warwick                                                             |                  |                  |
| 1982  | n.o.                                                                               | n.o.                                                                                 | —                                                                               | —                                                                                | 1er tour (1/32) V. Amaya \|\| style="text-align:left;" \| M. Hocevar J. Soares   | Finale V. Amaya                                                                  | K. Curren S. Denton                                                              | 1/4 de finale B. Maze \|\| style="text-align:left;" \| A. Andrews J. Sadri       |                  |                  |
| 1983  | n.o.                                                                               | n.o.                                                                                 | —                                                                               | —                                                                                | 1er tour (1/32) V. Amaya \|\| style="text-align:left;" \| M. Bauer G. Moretton   | —                                                                                | —                                                                                | 1/8 de finale E. Teltscher \|\| style="text-align:left;" \| S. Denton S. Stewart |                  |                  |
| 1984  | n.o.                                                                               | n.o.                                                                                 | —                                                                               | —                                                                                | 1er tour (1/32) V. Amaya \|\| style="text-align:left;" \| C. Fancutt M. Schapers | —                                                                                | —                                                                                | 1/8 de finale D. Gitlin \|\| style="text-align:left;" \| P. Cash J. Fitzgerald   |                  |                  |
| 1985  | n.o.                                                                               | n.o.                                                                                 | —                                                                               | —                                                                                | 2e tour (1/16) Testerman \|\| style="text-align:left;" \| M. De Palmer B. Manson | 1er tour (1/32) Testerman \|\| style="text-align:left;" \| S. Edberg A. Järryd   | —                                                                                | —                                                                                |                  |                  |
| 1986  | n.o.                                                                               | n.o.                                                                                 | —                                                                               | —                                                                                | —                                                                                | —                                                                                | 1er tour (1/32) M. Anger \|\| style="text-align:left;" \| J. Bates O. Rahnasto   | n.o.                                                                             | n.o.             |                  |
| 1987  | 1er tour (1/32) M. Fancutt \|\| style="text-align:left;" \| C. Saceanu D. Utzinger | 1er tour (1/32) R. Acuña \|\| style="text-align:left;" \| J.-P. Fleurian Winogradsky | 1er tour (1/32) Svensson \|\| style="text-align:left;" \| Gunnarsson Mortensen  | 1er tour (1/32) Svensson \|\| style="text-align:left;" \| J. Nyström M. Wilander | n.o.                                                                             | n.o.                                                                             |                                                                                  |                                                                                  |                  |                  |
| 1988  | 1er tour (1/32) B. Green \|\| style="text-align:left;" \| R. Schmidt T. Siegel     | —                                                                                    | —                                                                               | —                                                                                | —                                                                                | —                                                                                | —                                                                                | n.o.                                                                             | n.o.             |                  |

N.B. : le nom du ou de la partenaire se trouve sous le résultat ; le nom des ultimes adversaires se trouve à droite.